# Katsbarnea (álbum)
Katsbarnea é o primeiro álbum de estúdio da banda Katsbarnea, lançado em 1990. Considerado um dos primeiros registros do chamado movimento gospel, o disco trouxe, em sua grande parte, regravações de músicas da demo da banda.
A obra teve como produtor artístico Maurício Domene, e produtor executivo a New Voice e ex-integrante do Milad.
Em 2018, foi considerado pelo portal Super Gospel o 11º melhor álbum da década de 1990.
| Críticas profissionais | Críticas profissionais |
| Avaliações da crítica  | Avaliações da crítica  |
| Fonte                  | Avaliação              |
| ---------------------- | ---------------------- |
| O Propagador           | [ 6 ]                  |

## Faixas
| Lado A |                       |                                    |         |  |
| N.º    | Título                | Compositor(es)                     | Duração |  |
| 1.     | "Extra"               | Brother Simion                     | 3:45    |  |
| 2.     | "Sepulcro Caiado"     | Brother Simion e Estevam Hernandes | 3:42    |  |
| 3.     | "Grito de Katsbarnea" | Brother Simion e Estevam Hernandes | 3:17    |  |
| 4.     | "Apocalipse Now"      | Brother Simion e Estevam Hernandes | 4:26    |  |
| 5.     | "Viagem da Oração"    | Brother Simion e Estevam Hernandes | 6:04    |  |

| Lado B |                 |                                     |         |  |
| N.º    | Título          | Compositor(es)                      | Duração |  |
| 1.     | "Consumo"       | Brother Simion e Estevam Hernandes  | 4:00    |  |
| 2.     | "Fumaça Arisca" | Brother Simion e Estevam Hernandes  | 3:02    |  |
| 3.     | "Revolução"     | Paulinho Makuko e Estavam Hernandes | 4:18    |  |
| 4.     | "Ver o Sol"     | Tchu Salomão                        | 3:34    |  |
| 5.     | "Corredor 18"   | Paulinho Makuko                     | 4:17    |  |

## Ficha técnica
Banda
- Brother Simion - vocal, guitarra rítmica e harmônica
- André Mira - guitarra solo
- Tchu Salomão - baixo
- Mauricio Domene - teclado e produção musical
- Paulinho Makuko - percussão e vocal em "Corredor 18"
- Marcelo Gasperini - bateria
- Alessandra Orlando - vocal de apoio
- Cláudia Bastos - vocal de apoio
- Sandra Simões - vocal de apoio
- Marquinhos - saxofone
- Hilquias Alves - saxofone
- Márcio Fofo - trompete